# Fusi (Savaiʻi)
Fusi ist ein Dorf an der Ostküste der Insel Savaiʻi in Samoa.

## Geographie
Das Dorf liegt zwischen den Dörfern Fatausi im Norden und Sapapaliʻi im Süden. Zusammen mit den Dörfern Fogapoa und Tuasivi im Norden gehört der Ort zum traditionellen Verband Safotulafai, einem Gebiet mit großer historischer, kultureller und politischer Bedeutung. Sie sind die Hauptorte des Bezirks (itūmālō) Faʻasaleleaga einer wichtigen Malietoa-Einheit. Unter anderem war das Gebiet Ausgangspunkt der 'Mau a Pule'-Widerstandsbewegung gegen die Kolonialherrschaft. Später entwickelte sich die nationale Mau-Bewegung, unter der Samoa 1962 die Unabhängigkeit erlangte.
Vor der Küste liegt das Inselchen Nuʻunefu.

## Kultur
Im Ort gibt es eine Kirche der Congregational Christian Church of Samoa (EFKS/CCCS Fusi Safotulafai) und eine Gemeinde der Church of Jesus Christ of Latter-day Saints.

## Klima
Das Klima ist tropisch heiß, wird jedoch von ständig wehenden Winden gemäßigt. Ebenso wie die anderen Orte von Samoa wird Fusi gelegentlich von Zyklonen heimgesucht.